# Axisのオンライン家庭教師
Axisのオンライン家庭教師（アクシスのオンラインかていきょうし）は、株式会社ワオ・コーポレーションが運営するオンライン個別指導学習塾である。

## 概要
Axisのオンライン家庭教師が発足した2009年当時は、株式会社ワオ・コーポレーションとして個別形式の学習塾「個別指導Axis」を運営していたが、オンラインによる個別指導へのニーズに応えるため新たな事業、「ワオ！のネット家庭教師　東大オンライン」を開始した。その後、全国主要県にオンライン指導センターを設置し、現在は「Axisのオンライン家庭教師」という名称で運営を続けている。対象学年は小学1年生から高校3年生および高卒生で、全教科・全科目に対応。授業形式は、オンラインでの対面式1対1授業であり、全国にいるプロ講師や難関大学の学生講師から授業を受けることができる。

## 沿革
- 1976年（昭和51年）: 大阪市に株式会社能力開発センターを設立、「日曜ゼミ」として能開センター難波校を開校。

- 1979年（昭和54年）: 商号を株式会社能開総合教育センターに変更。

- 1987年（昭和62年）: 商号を株式会社教育総研に変更。

- 1988年（昭和63年）: 東京・大阪両店頭市場に株式を公開。

- 1999年（平成11年）: 個別指導Axisを開講、徳島・青森・岡山・香川・福岡に初開校。

- 2000年（平成12年）: 商号を株式会社ワオ・コーポレーションに変更し、北海道・岩手・大阪・奈良・広島・大分に初開校。

- 2002年（平成14年）: 宮城・福島・滋賀・和歌山・佐賀・秋田・栃木・新潟・群馬に初開校。

- 2004年（平成16年）:東京に初開校、アノト方式デジタルペンを使った教育支援サービスを開始。

- 2005年（平成17年）: 兵庫・沖縄・京都に初開校。

- 2006年（平成18年）: 千葉・石川・福井・宮崎・愛媛・山形・長野に初開校、「ワオ・シンガポール」開設。

- 2009年（平成21年）: オンライン家庭教師「ワオ！のネット家庭教師　東大オンライン」を開講。

- 2010年（平成22年）: FC展開を本格化、幼児向け知育アプリ「ワオっち！」配信開始。

- 2012年（平成24年）: 神奈川に初開校、MBOにより非上場化。

- 2016年（平成28年）: 岐阜・静岡・三重・島根・長崎に初開校。

- 2017年（平成29年）: 全国47都道府県に出校し全県ネットワーク完成。

- 2018年（平成30年）: ソニー・グローバルエデュケーションとの共同開発[3]による「ロボットプログラミング講座」開講。

- 2020年（令和2年）: 学校法人ワオ未来学園を設立。

- 2021年（令和3年）: 学校法人ワオ未来学園 ワオ高等学校を開校、AI学習システム「AxisPLUS」開講、オンライン授業「オンラインゼミ」開講。